# 953
953 (CMLIII) var ett normalår som började en lördag i den julianska kalendern.

## Händelser

### Okänt datum
- Första dokumenterade nämnandet av byn Aach i Rheinland-Pfalz, Tyskland.
- Ludolf och Konrad den röde gör uppror mot den tyske kungen Otto I.

## Födda
- Karl av nedre Lothringen, hertig av Burgund.
- Xiao Yanyan, khitansk kejsarinna och regent.

## Avlidna
- Rhodri ap Hywel, kung av Deheubarth.